# The Hills Shire
The Hills Shire (vroeger Baulkham Hills Shire) is een Local Government Area (LGA) in de Australische deelstaat New South Wales.